# Homoki róka
A homoki róka (Vulpes rueppellii) Észak-Afrikától Iránig terjedő területen élő, sivatagi, félsivatagi rókafaj.  

## Külseje

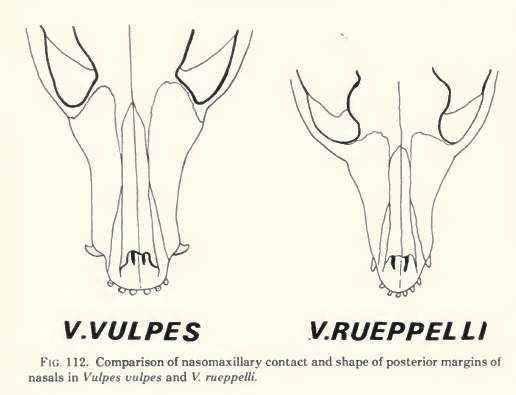
A vörös róka (balra) és a homoki róka arcorrának összehasonlítása

A homoki róka jelentősen kisebb a közismert vörös rókánál, arányaiban lábai hosszabbak és fülei nagyobbak. Hasonlít egy nagy termetű sivatagi rókára. Testhossza 40–48 cm, amihez hozzászámítandó még 30–40 cm-es farka is. Marmagassága mintegy 30–35 cm, átlagsúlya 1,7 kg. Bundája a hátán vörösesbarna, feje, oldalai és lábai sárgásbarna homokszínűek vagy ezüstös szürkék, hasa és farkának vége fehér. 
Öt alfaja ismert:
- Vulpes rueppellii rueppelli
- Vulpes rueppellii caesia
- Vulpes rueppellii cyrenaica
- Vulpes rueppellii sabaea
- Vulpes rueppellii zarudneyi

## Elterjedése
A homoki róka egész Észak-Afrikában, Mauritániától Szomáliáig, valamint az Arab-félszigeten és egész Iránban, keleten Pakisztánig előfordul. Sok helyen dúvadnak tekintik, mert elkaphatja a háziszárnyasokat és a fiatal bárányokat és kecskegidákat.

## Viselkedése
A homoki róka bűzmirigyeivel jelöli meg a territóriuma határát, sőt védekezésül a bűzösborzhoz hasonlóan a rátámadó ragadozókat is lespriccelheti. A nőstény saját szagával jelöli meg kölykei odúját. A rókák a kutyaugatáshoz hasonló hangot adnak ki.
Párzási időszakban a hím és a nőstény együtt kóborol, máskor azonban a rókák 3-15 fős csoportokba verődnek össze. Egy egyedre kb 50–70 km² vadászterület jut. Gyakran költöznek egyik odúból a másikba, különösen ha területükön veszélyt észlelnek. Kotorékaikat sziklák vagy fák gyökerei közé ássák. Mindenevő; általában rovarokat, pókokat, kisemlősöket, gyíkokat, tojást eszik, de szükség esetén elfogyasztja a növények gumóit és gyökereit is. A homoki rókára a pusztai sas és nagyobb baglyok vadászhatnak.
A nőstény 51-53 napnyi vemhesség után hozza világra földalatti odújában 2-3 vakon születő kölykét. Az új generációt másfél-két hónapos korában választja el. 

## Fordítás
- Ez a szócikk részben vagy egészben  a   Rüppell's fox című angol Wikipédia-szócikk ezen változatának fordításán alapul.  Az eredeti cikk szerkesztőit annak laptörténete sorolja fel. Ez a jelzés csupán a megfogalmazás eredetét és a szerzői jogokat jelzi, nem szolgál a cikkben szereplő információk forrásmegjelöléseként.